# Brückenbesichtigungswagen

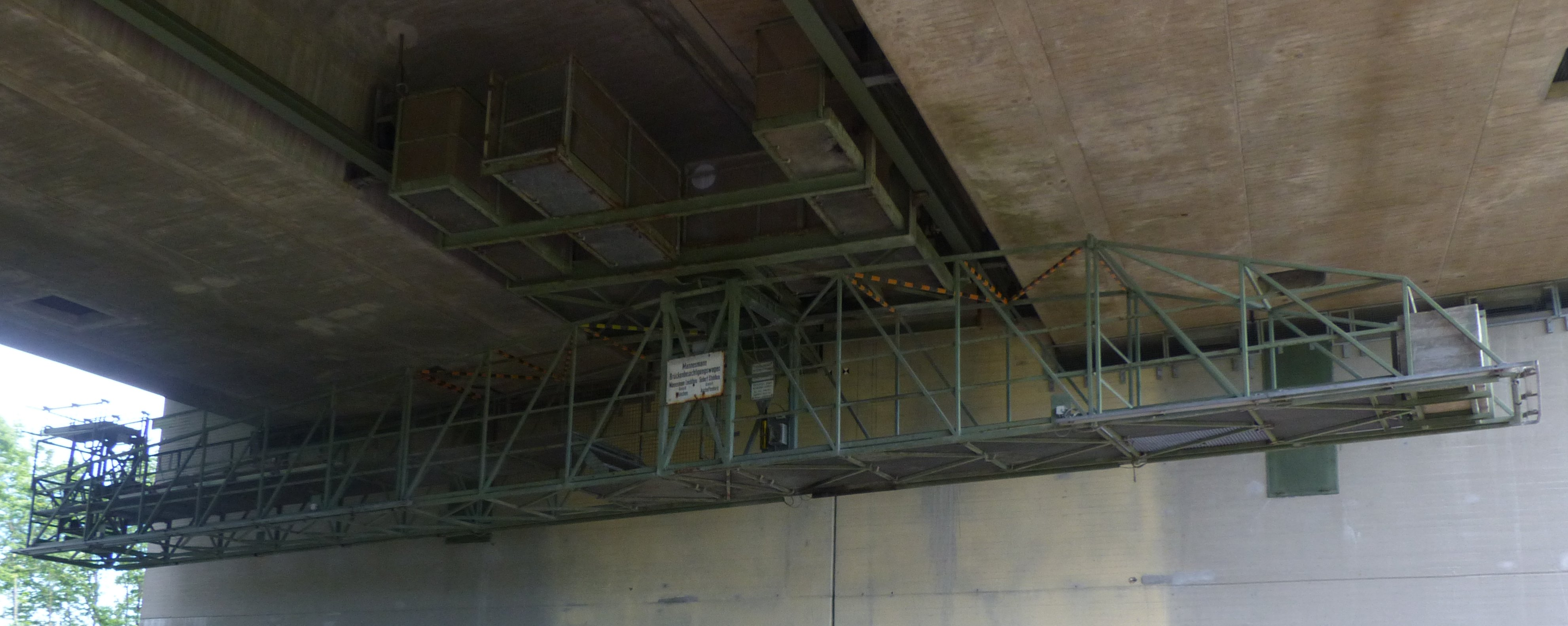
Ein Brückenbesichtigungswagen an der Brücke der Bundesautobahn 6 bei Pühlheim

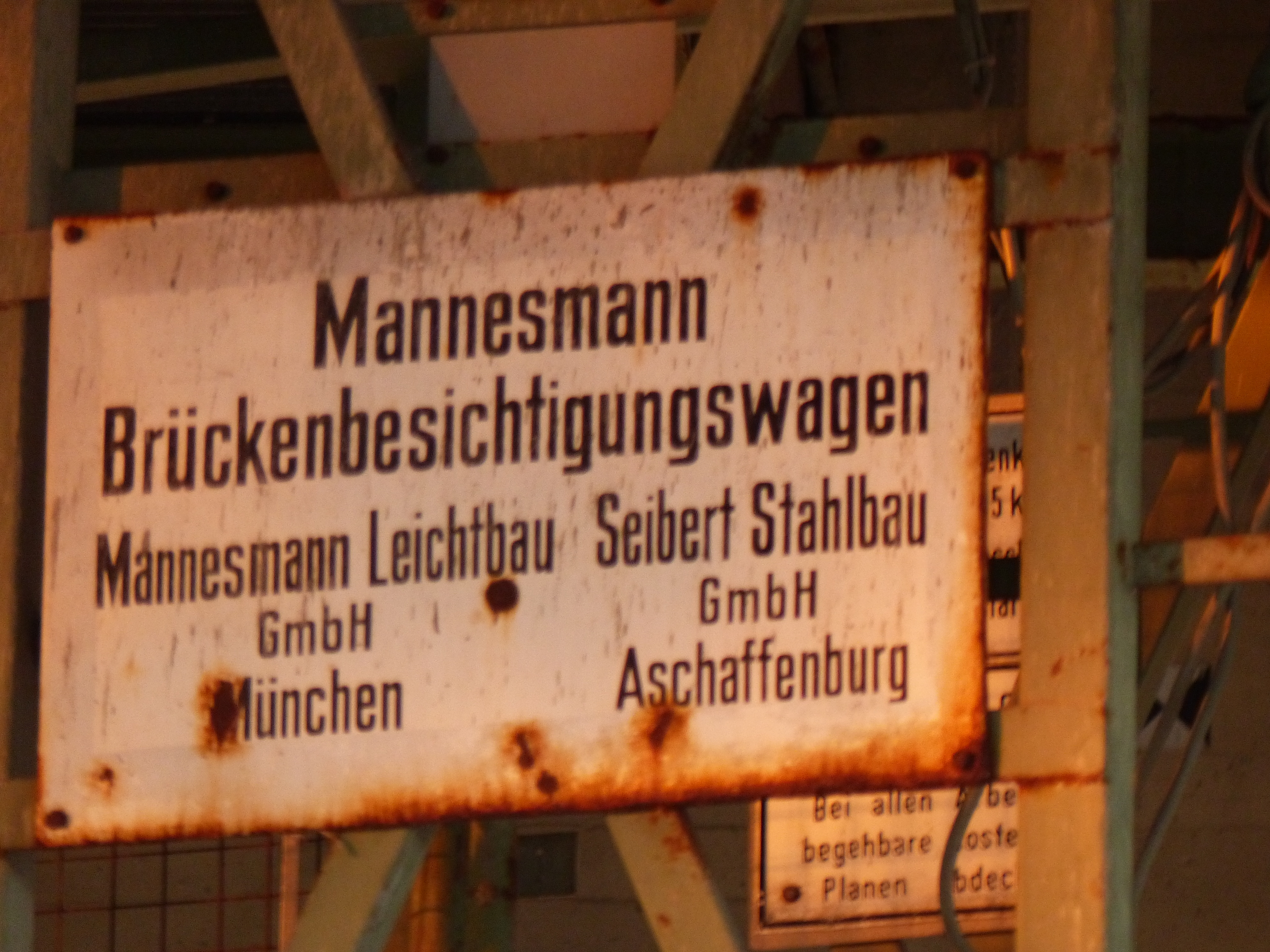
Typenschild eines Brückenbesichtigungswagens

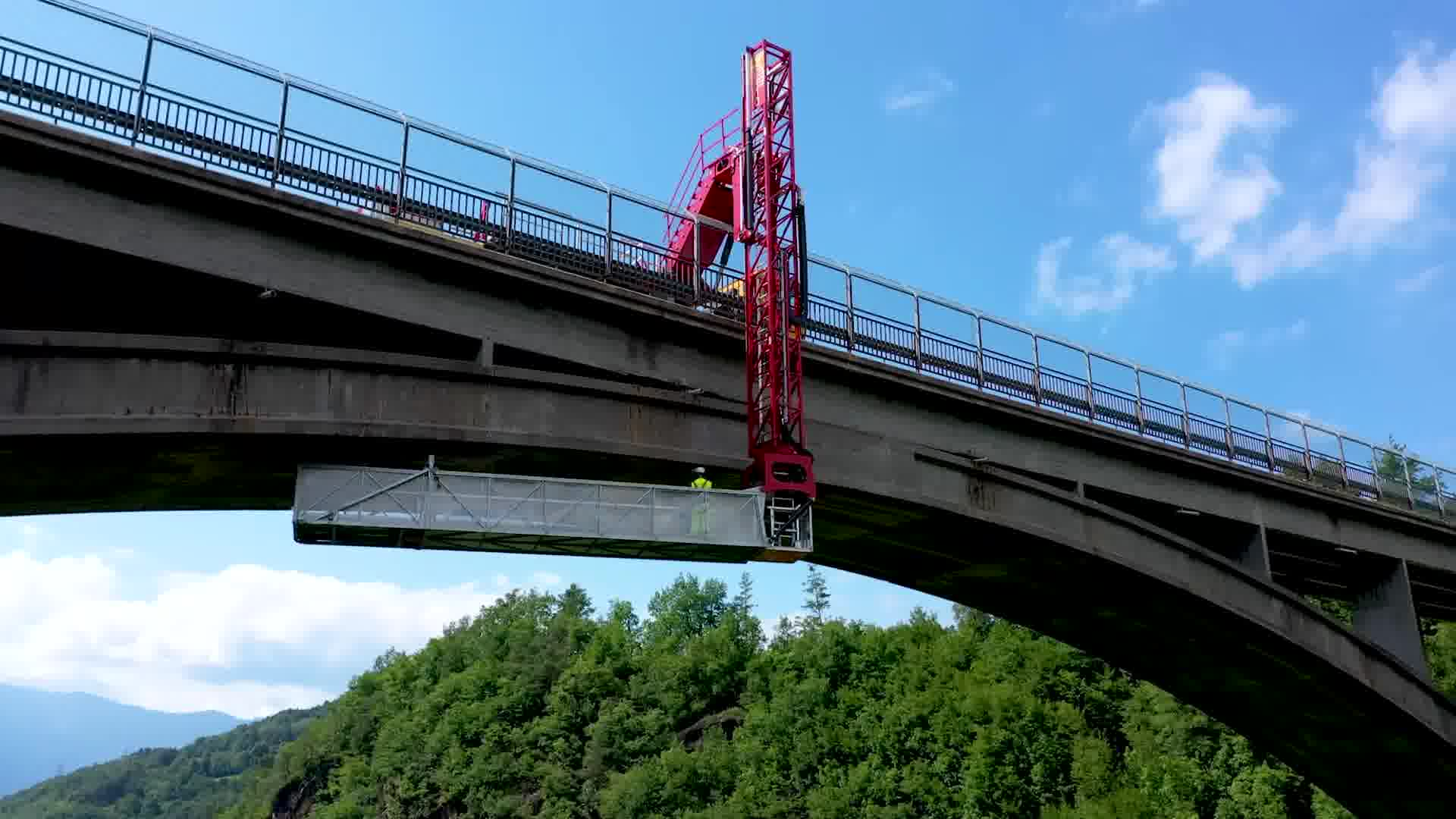
Brückenuntersichtgerät bei Sanierung der Brücke in Aldein, Südtirol

Ein Brückenbesichtigungswagen ist eine technische Vorrichtung, die der Inspektion und Wartung von Brückenbauwerken dient. Herstellerabhängig werden auch die Begriffe Brückeninspektionswagen, Brückenuntersichtswagen oder Brückenuntersicht(s)gerät verwendet.
Der Brückenbesichtigungswagen kann bei größeren Brücken dauerhaft auf Schienen gebunden an der Unterseite angebracht sein, oder es wird eine Konstruktion auf einem Lastkraftwagen für die Besichtigung von Brücken genutzt.